# Peter Viertel
Peter Viertel, né le 16 novembre 1920 à Dresde (Allemagne) et mort le 4 novembre 2007 à Marbella (Espagne), est un scénariste et écrivain américain.

## Biographie
Fils du réalisateur et scénariste autrichien d'origine juive Berthold Viertel, il naît à Dresde lors d'un séjour de ses parents dans cette ville. Ceux-ci partirent pour les États-Unis en 1928, où son père travailla pour Hollywood, ainsi que sa mère Salka Viertel, amie de Greta Garbo. À cause des lois raciales en Allemagne, ils obtinrent la nationalité américaine. Peter Viertel est à Santa Monica avec des deux frères Hans et Thomas. La maison de ses parents était le havre de l'intelligentsia hollywoodienne, souvent d'origine européenne. Il fait ses études au Darmouth College et se sent plus proche du mode de vie californien que du mode de vie européen.
Après la guerre, durant laquelle il est enrôlé en Californie — expérience qu'il décrit avec son ami Irwin Shaw —, il se lance dans le cinéma.
Il venait souvent à Klosters, dans les Grisons, où il possédait un chalet, près de la demeure de sa mère.
Il épouse en premières noces Virginia Ray, qui venait de divorcer de l'écrivain et scénariste Budd Schulberg, dont il a une fille, Christine. Il divorce rapidement à cause d'une liaison avec le mannequin Bettina et épouse en secondes noces l'actrice Deborah Kerr.
Il meurt d'un lymphome à Marbella, où il possédait une maison, dix-neuf jours après le décès de sa femme.

## Filmographie
- 1942 : Cinquième Colonne (Saboteur) d'Alfred Hitchcock
- 1943 : La Manière forte (The Hard way) de Vincent Sherman
- 1949 : Les Insurgés (We Were Strangers) de John Huston
- 1951 : Le Traître (Decision Before Dawn) d'Anatole Litvak
- 1951 : L'Odyssée de l'African Queen (The African Queen) de John Huston
- 1957 : Le soleil se lève aussi (The Sun Also Rises) de Henry King
- 1958 : Les Bijoutiers du clair de lune de Roger Vadim
- 1958 : Le Vieil Homme et la Mer (The Old Man and the Sea) de John Sturges
- 1962 : Le Couteau dans la plaie d'Anatole Litvak
- 1990 : Chasseur blanc, cœur noir de Clint Eastwood

## Le surf en France
Peter Viertel est à l'origine de la pratique du surf en France. Pendant le tournage du film Le soleil se lève aussi (tourné en partie sur la côte des Basques à Biarritz), il trouve l'occasion de pratiquer son sport favori : il fait venir des États-unis sa planche de surf avec le reste du matériel cinématographique prévu pour le film et la laissa sur place en repartant.
Il rencontre alors divers jeunes gens, parmi lesquels :
- Joël de Rosnay, un jeune Parisien dont la famille passait ses vacances au Pays basque, qui fut séduit immédiatement par l'homme et par ce nouveau sport qu'il contribua par la suite à lancer en France
- Jo Moraiz, qui fonda le premier surf-shop et la première école de surf de France
- Michel Barland, qui devint shapeur
- Georges Hennebutte, qui développa le leash, fil reliant le surfeur à sa planche.

En 1988, Thomas Gilou réalise le court-métrage La Première Planche avec Peter Viertel.